# Lista de unidades federativas do Brasil por porcentagem de raça
Abaixo segue a lista das unidades federativas do Brasil por porcentagem de cor ou raça segundo dados do censo de 2022 e de acordo com a classificação racial do IBGE (pretos, pardos, brancos, amarelos e indígenas):
| Unidade federativa  | População parda | População branca | População preta | População indígena | População amarela | Sem declaração |
| ------------------- | --------------- | ---------------- | --------------- | ------------------ | ----------------- | -------------- |
| Acre                | 66,25           | 21,44            | 8,56            | 3,51               | 0,23              | 0              |
| Alagoas             | 60,36           | 29,27            | 9,55            | 0,64               | 0,18              | 0              |
| Amapá               | 65,28           | 21,4             | 11,81           | 1,41               | 0,1               | 0              |
| Amazonas            | 68,79           | 18,39            | 4,91            | 7,74               | 0,15              | 0              |
| Bahia               | 57,31           | 19,81            | 22,38           | 0,59               | 0,11              | 0              |
| Ceará               | 64,71           | 27,93            | 6,77            | 0,45               | 0,13              | 0              |
| Distrito Federal    | 48,66           | 39,98            | 10,71           | 0,2                | 0,45              | 0              |
| Espírito Santo      | 49,79           | 38,58            | 11,21           | 0,3                | 0,11              | 0              |
| Goiás               | 54,18           | 36,24            | 9,19            | 0,15               | 0,24              | 0              |
| Maranhão            | 66,39           | 20,1             | 12,61           | 0,81               | 0,1               | 0              |
| Mato Grosso         | 56              | 32,3             | 9,86            | 1,55               | 0,3               | 0              |
| Mato Grosso do Sul  | 46,93           | 42,38            | 6,50            | 3,48               | 0,71              | 0              |
| Minas Gerais        | 46,76           | 41,08            | 11,84           | 0,16               | 0,15              | 0              |
| Pará                | 69,87           | 19,34            | 9,77            | 0,85               | 0,15              | 0              |
| Paraíba             | 55,55           | 35,72            | 7,96            | 0,64               | 0,12              | 0              |
| Paraná              | 30,06           | 64,57            | 4,24            | 0,24               | 0,88              | 0              |
| Pernambuco          | 55,27           | 33,6             | 10,04           | 0,92               | 0,15              | 0              |
| Piauí               | 64,83           | 22,63            | 12,25           | 0,19               | 0,09              | -              |
| Rio de Janeiro      | 41,62           | 41,98            | 16,16           | 0,1                | 0,14              | 0              |
| Rio Grande do Norte | 50,90           | 39,49            | 9,17            | 0,28               | 0,16              | 0              |
| Rio Grande do Sul   | 14,67           | 78,42            | 6,52            | 0,31               | 0,07              | 0              |
| Rondônia            | 59,24           | 30,74            | 8,65            | 1,09               | 0,27              | 0              |
| Roraima             | 57,25           | 20,62            | 7,73            | 14,12              | 0,12              | 0              |
| Santa Catarina      | 19,22           | 76,28            | 4,07            | 0,25               | 0,16              | 0              |
| São Paulo           | 32,96           | 57,78            | 7,99            | 0,11               | 1,16              | 0              |
| Sergipe             | 61,61           | 25,2             | 12,85           | 0,21               | 0,13              | 0              |
| Tocantins           | 62,14           | 23,2             | 13,19           | 1,24               | 0,23              | 0              |

| Região              | População parda | População branca | População preta | População indígena | População amarela | Sem declaração |
| ------------------- | --------------- | ---------------- | --------------- | ------------------ | ----------------- | -------------- |
| Brasil              | 45,34           | 43,46            | 10,17           | 0,6                | 0,42              | 0              |
| Região Centro-Oeste | 52,40           | 37,04            | 9,15            | 1,04               | 0,37              | 0              |
| Região Norte        | 67,15           | 20,73            | 8,82            | 3,11               | 0,17              | 0              |
| Região Nordeste     | 59,57           | 26,66            | 13,04           | 0,6                | 0,13              | 0              |
| Região Sudeste      | 38,7            | 49,88            | 10,61           | 0,13               | 0,67              | 0              |
| Região Sul          | 21,71           | 78,52            | 5,03            | 0,27               | 0,4               | 0              |